# Osiedle Wschód (Wągrowiec)
Osiedle Wschód – osiedle położone we wschodniej części Wągrowca.
Drugie pod względem liczby ludności osiedle Wągrowca. Jest wysunięte najbardziej na wschód. Powstało w okresie PRL-u. (poza samym osiedlem bloków, obejmuje ulice: Bartscha, Bukowieckiego, Kopernika, Kowalskiego, Mikołajczyka, Rzeczna, Wróblewskiego, Tadeusza Nożyńskiego oraz część ul. 11 Listopada). W założeniu miało to być osiedle w pełni samowystarczalne, gdzie miały powstać szkoły, szpital oraz zakłady pracy, jednak z uwagi na zmianę ustroju w kraju w 1989 poprzestano wyłącznie na budowie bloków mieszkalnych z wielkiej płyty.